# Wadim Georgijewitsch Solowjow
Wadim Georgijewitsch Solowjow (russisch Вадим Георгиевич Соловьев, englische Transkription Vadim Georgievich Soloviev; * 12. Oktober 1925 in Kasan; † 2. Dezember 1998) war ein russischer theoretischer Kernphysiker.

## Leben
Solowjow war der Sohn zweier Ärzte und studierte nach dem Wehrdienst 1943 bis 1945 an der Staatlichen Universität Leningrad mit dem Abschluss 1950 und arbeitete dann im sowjetischen Kernenergieprogramm in Dubna (Labor für Hydraulik-Ingenieurwesen). 1953 traf er Nikolai Nikolajewitsch Bogoljubow und ging zu diesem an das Steklow-Institut und die Lomonossow-Universität in Moskau. 1956 wurde er bei Bogoljubow promoviert (Konstruktion genäherter Greensfunktionen in der pseudoskalaren Mesonentheorie). 1956 war er Gründungsmitglied des Labors für Theoretische Physik des Vereinigten Instituts für Kernforschung (JINR) in Dubna.
Dort befasste er sich mit Fragen der Paritätsverletzung in der starken Wechselwirkung und er entwickelte eine Theorie von Paar-Korrelationen analog der von Bogoljubow zuvor entwickelten mikroskopischen Theorie der Supraleitung in Kernen. Er baute die Theorie 1958 bis 1962 aus, teilweise am Niels Bohr Institut in Kopenhagen, und schrieb darüber 1962 seine Habilitation (russischer Doktortitel) Paar-Korrelationen vom Supraleiter-Typ in Kernen. 1963 wurde er Leiter der Abteilung Kernphysik niedriger und mittlerer Energie am Labor für Theoretische Physik in Dubna und dessen Vizedirektor (bis 1987). Er war der Gründer der Schule für theoretische Kernphysik in Dubna. Ab 1965 bis 1991 war er Professor für theoretische Kernphysik an der Lomonossow-Universität, an der er schon seit 1961 Vorlesungen hielt.
Mitte der 1960er Jahre befasste er sich intensiv mit Kernstruktur, speziell der mikroskopischen Theorie niedrigenergetischer Vibrationsanregungen (Quadrupol, Oktupol) deformierter Kerne und deren Wechselwirkung mit Quasiteilchenanregungen. Dabei arbeitete er eng mit Experimentatoren in Leningrad und Dubna zusammen. In den 1970er Jahren entwickelte er ein Quasiteilchen-Phonon-Modell des Kerns (Quasiparticle-Phonon-Nuclear-Model QPNM), dessen erster Erfolg eine Berechnung der Breite von Riesenresonanzen in schweren Kernen.
1976, 1980 und 1995 erhielt er mit Mitarbeitern den Ersten Preis des JINR in Dubna.
Er war Geehrter Wissenschaftler der Russischen Föderation und erhielt die Große Silbermedaille der Tschechoslowakischen Akademie der Wissenschaften.
Zu seinen Studenten gehörte Petr Vogel.

## Schriften
- Der Einfluss von Paar-Korrelationen auf die Eigenschaften von Kernen (russisch), 1963
- mit E. P. Grigoriev: Die Struktur gerader deformierter Kerne (russisch), Nauka 1974
- Theory of complex nuclei, Pergamon Press 1976 (russisches Original: Moskau, Nauka 1971)
- Die Theorie des Atomkerns: Kernmodelle (russisch), Moskau, Energoatomizdat 1981
- The theory of the atomic nucleus: quasiparticles and phonons, Bristol, Institute of Physics Publ., 1992, (russisches Original: Moskau, Energoatomizdat, 1989)